# Schneider

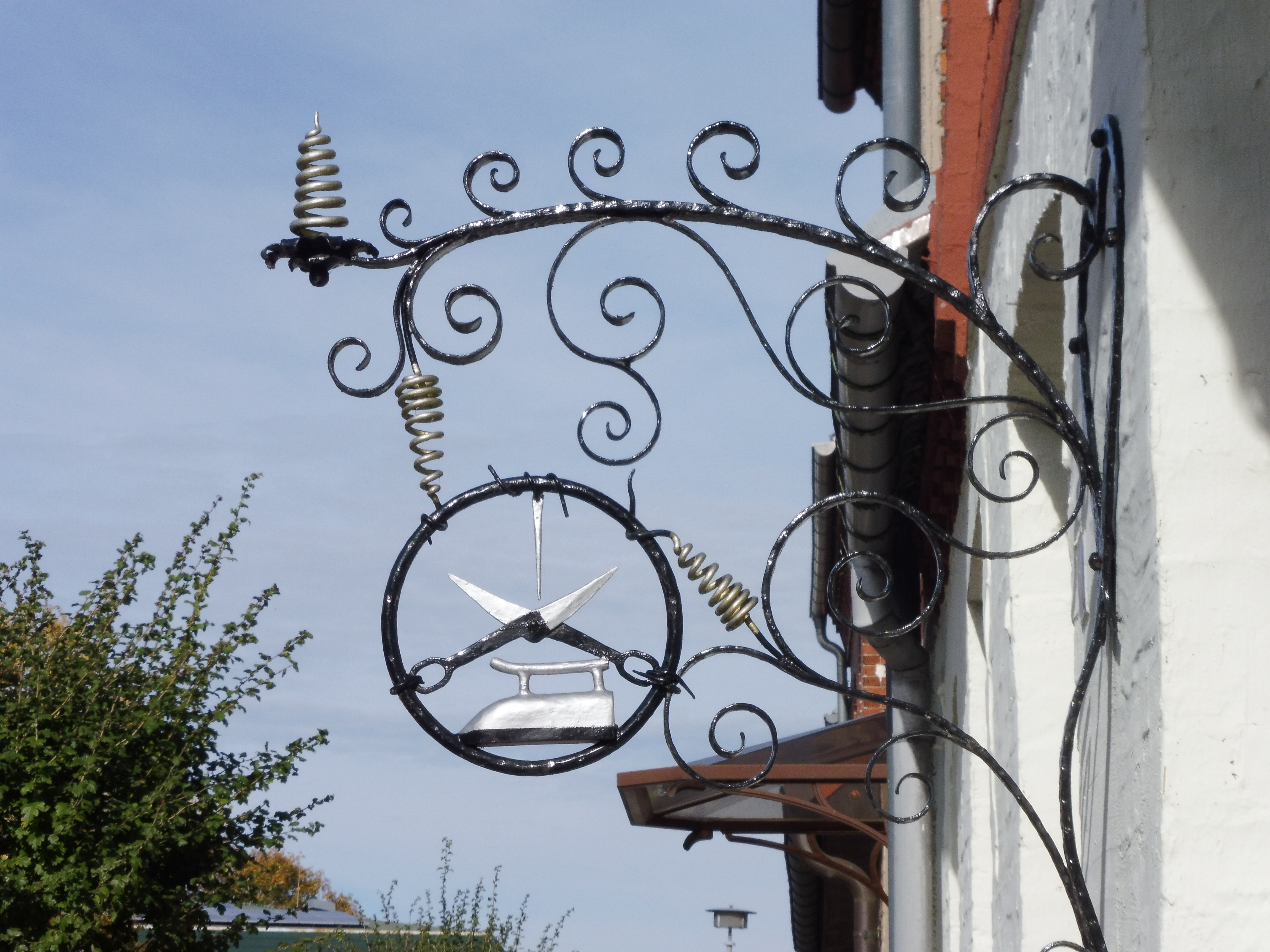
Zunftzeichen

Schneider (von mittelhochdeutsch snīden „schneiden“) ist ein handwerklicher Lehrberuf der Textilverarbeitung. Die Aufgabe des Schneiders ist es, Textilien zu Bekleidung zu verarbeiten. Die Handwerkzeuge des Schneiders sind seit alters her Nadel, Faden, Schere, Elle und Bügeleisen, seit dem 19. Jahrhundert zunehmend auch die Nähmaschine. Durch die Industrialisierung und Konfektionsfertigung ist die handwerkliche Schneiderei stark zurückgegangen.

## Berufsbild
Als Ausbildungsberuf wird zwischen Damenschneider/Damenschneiderin und Herrenschneider/Herrenschneiderin unterschieden, je nachdem, für welches Geschlecht bevorzugt Kleidung hergestellt wird. Der hauptsächliche Unterschied liegt im Zuschnitt der Kleidungsstücke. Im 19. Jahrhundert wurden in der Herrenschneiderei Schnittsysteme entwickelt, die eine genaue Passform und einen korrekten Sitz ergaben, während die Damenschneiderei eher „modellierte“ Kleidungsstücke bevorzugte, die mit Falten, Weite und Stoffzügen arbeiteten, um bevorzugt „schöne“ Effekte zu erzielen. Der Damenschneiderberuf ist relativ neu und hat sich erst im Laufe des 19. Jahrhunderts als eigenständiges Handwerk etabliert; in älteren Zunftordnungen wird zur Meisterprüfung neben Näh- und Bügelproben, Anfertigung von Hosen, Schauben usw. auch die Fertigung eines „Frauenstückes“ gefordert.
Heute werden bei der Herstellung der Konfektion „von der Stange“, also jeglicher nicht individuellen Oberbekleidung, die wichtigen Fertigungstätigkeiten des Schneiderberufs größtenteils von Arbeitern in Billiglohnländern (zum Beispiel China oder Vietnam) übernommen. Die Verarbeitung von Stoffen zu Kleidungsstücken ist nur begrenzt zu automatisieren und bleibt personalintensiv.
Gehalten haben sich jedoch kreative Berufszweige, wie Modeschneider und Modedesigner, hervorgegangen aus dem Zuschneider. 
Schnittkonstruktion ist der Teil der Ausbildung und Aufgabe des Schneidermeisters, in dem er Kleidung entwirft, dafür die Schnitte errechnet (aufstellt). Neben dem Meister, der in der Regel der Inhaber des Betriebs war, gab es die Gesellen, die vor allem nähten, dressierten und bügelten.
Es gibt jedoch weiterhin, wenn auch in weitaus geringerem Umfang, den Maßschneider mit eigenem Atelier, bei dem die Kundin oder der Kunde sich unter anderem ein Kostüm, ein Kleid oder einen Anzug nach Maß fertigen lassen können. Neben besonderen Modell- oder Stoffwünschen kann der Maßschneider individuell auf Kunden mit von den Konfektionsgrößen abweichenden Maßen eingehen.

Zunftwappen
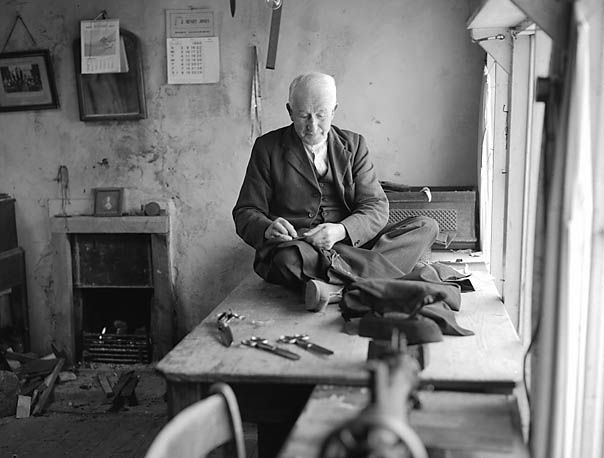
Schneidersitz (1955)
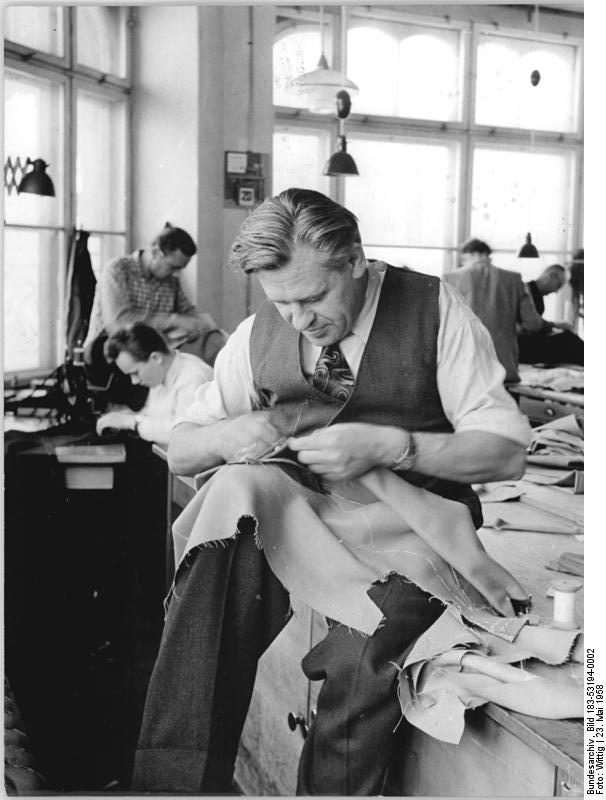
Gera (1958)
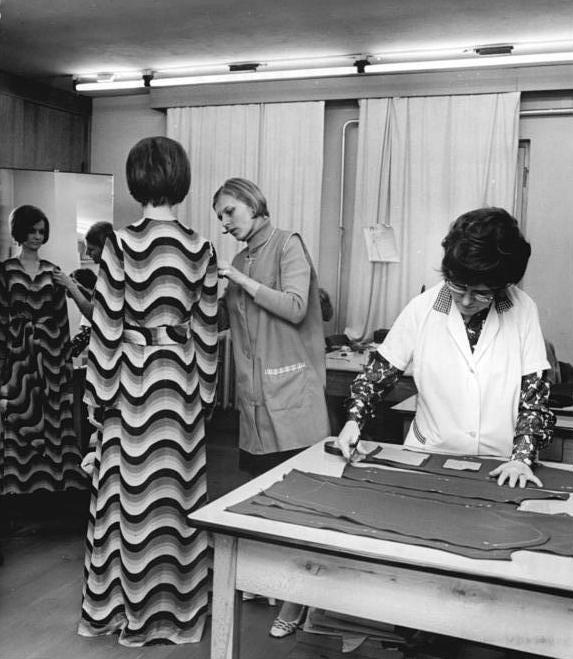
Anprobe (1971)

## Spezialschneider
Es gibt spezialisierte Lederschneider; die Pelzverarbeiter nennen sich Kürschner.
Nicht mit der Herstellung von Bekleidung betraut ist der Änderungsschneider (ursprünglich Flickschneider), der in Deutschland seit dem 1. August 2005 ein Ausbildungsberuf wurde. Der Bezeichnung entsprechend nimmt er Änderungen und Ausbesserungen an fertiger Bekleidung vor.

## Weißnäherei
Durch die Weißnäherei werden Artikel aus weißem Tuch hergestellt, z. B. Bettwäsche, Tischtücher und Beinkleider. Zum Weißnähen zählen auch Stickereien und Verzierungen auf weißen Textilien wie zum Beispiel Bettwäsche oder Taschentücher, aber auch auf Damenunterwäsche.

## Online-Schneider
Auf entsprechenden Webseiten kann man genaue Körpermaße eingeben; später bekommt man die bestellten Kleidungsstücke per Post zugeschickt.

## Geschichte

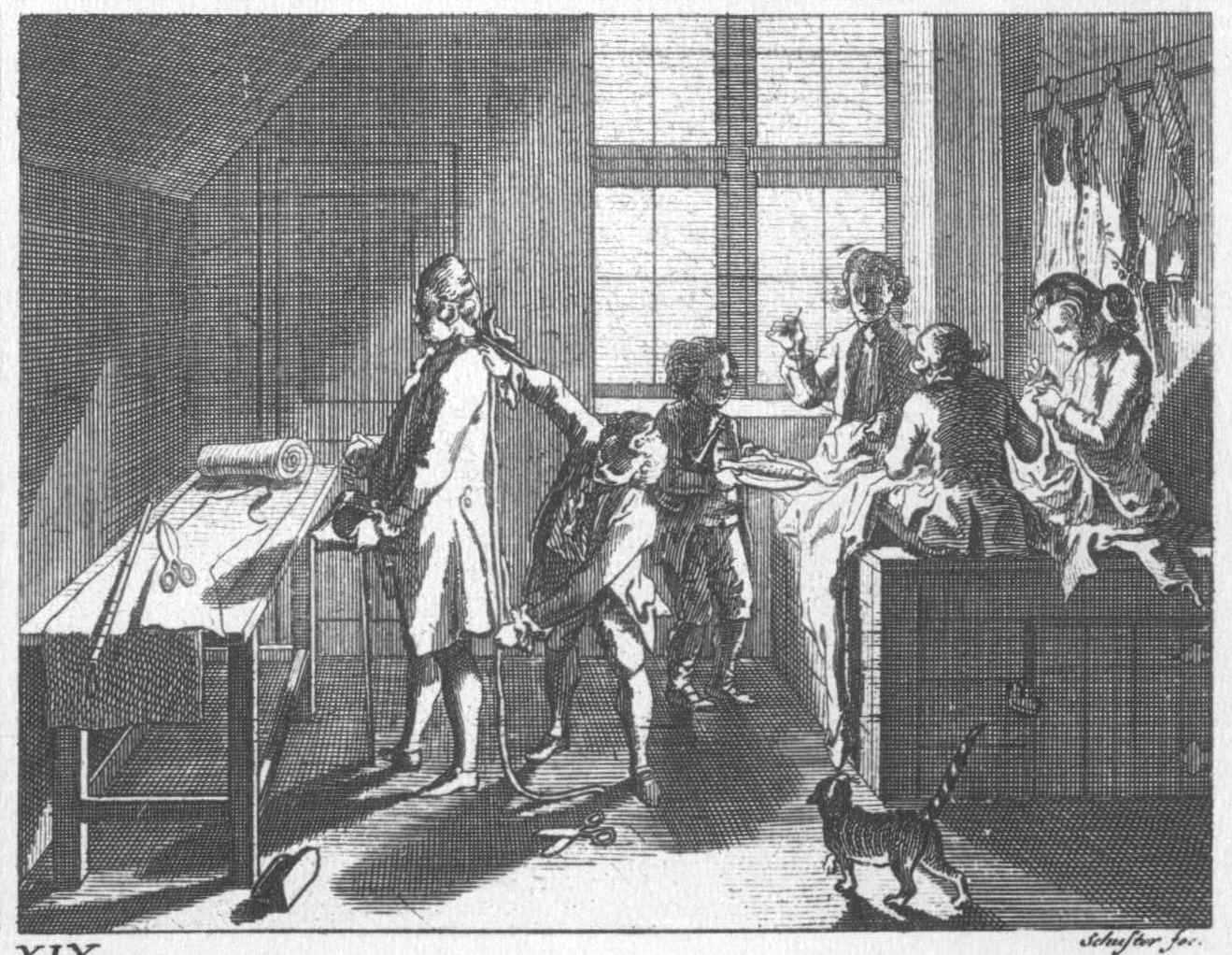
Der Schneider mit seinen Gehilfen (Daniel Chodowiecki, 1774)

In der römisch-griechischen Antike dominierte zunächst drapierte Kleidung, erst die Verbreitung der Körperform angepasster Kleidung machte die Tätigkeit des Schneiderns notwendig. Bis zum 12. Jahrhundert wurde Kleidung meist noch von der Familie selbst oder in Klöstern hergestellt; daher kam der Beruf des Schneiders erst Mitte des 12. Jahrhunderts auf.
In Frankreich unterschied man zu dieser Zeit die Berufe Schneider und Näher (Nähknecht). Der französische Schneider war im Unterschied zum Kleidermacher nicht in einer Zunft organisiert und hatte daher weniger Ansehen und Aufträge. Aus diesem Grunde wurde in Frankreich der Beruf häufig von Juden, denen der Zugang zu den Zünften verwehrt war, ausgeübt. Dieser Zustand hielt an bis zur Abschaffung der Zünfte in Frankreich nach der französischen Revolution 1789.
Weil sie nach dem Verständnis früherer Zeiten Frauenarbeit verrichteten, waren Schneider jahrhundertelang dem Volksspott ausgesetzt. Wie anhand vieler satirischer Überlieferungen belegt ist, galt der Schneider oft als Verliererfigur. Noch heute heißt es bei manchem Kartenspiel, dass derjenige einen „Schneider“ hat, der besonders wenige Punkte erreicht hat.
Die Nähknechte waren vielfach eher schmächtige, manchmal auch körperlich behinderte Menschen, die körperlich schwere Arbeiten nicht ausüben konnten. Dies trug viel zum schlechten Image des im „Schneidersitz“ mit unterschlagenen Beinen auf dem Tisch hockenden Schneiders bei. Mit dem Aufkommen der Nähmaschinen ab etwa 1830 (siehe auch Schneiderrevolution), verschwand dieser Hilfsberuf schnell, überlebte aber zeitweise noch im Zuarbeiter der Gesellen.
Der älteste und längste Streik der Handwerksgeschichte war der Bann der Schneidergesellen ab 1398, als diese, als Reaktion auf die Schließung ihrer Trinkstube, zehn Jahre lang bei ihren Wanderungen die Stadt Konstanz mieden, bis der Magistrat den Gesellen die Trinkstube wieder erlaubte.

Schneider mit Schere, Nadel, Garn und Dorn (Spätmittelalter)
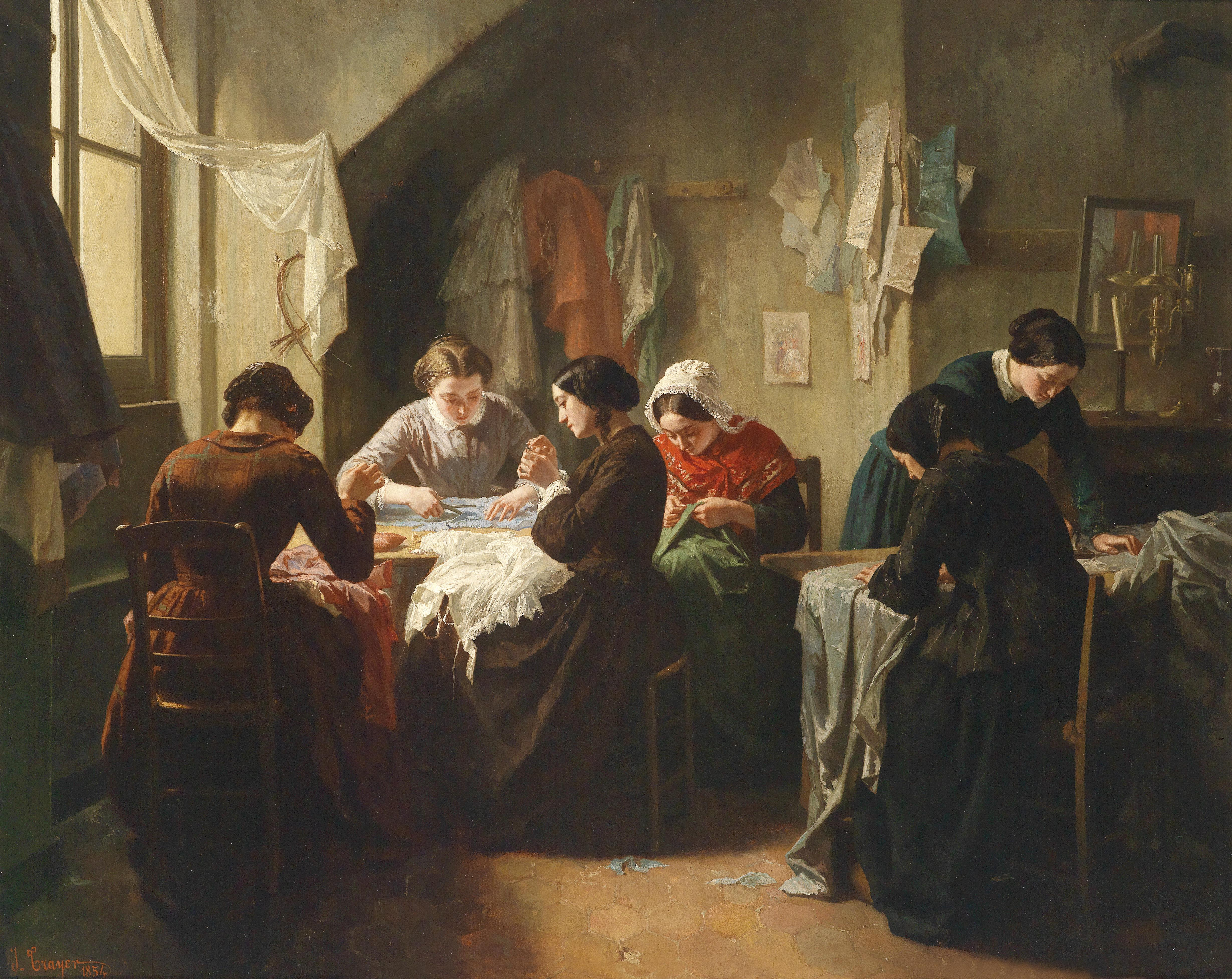
Bretonische Schneiderinnen (Trayer, 1854)
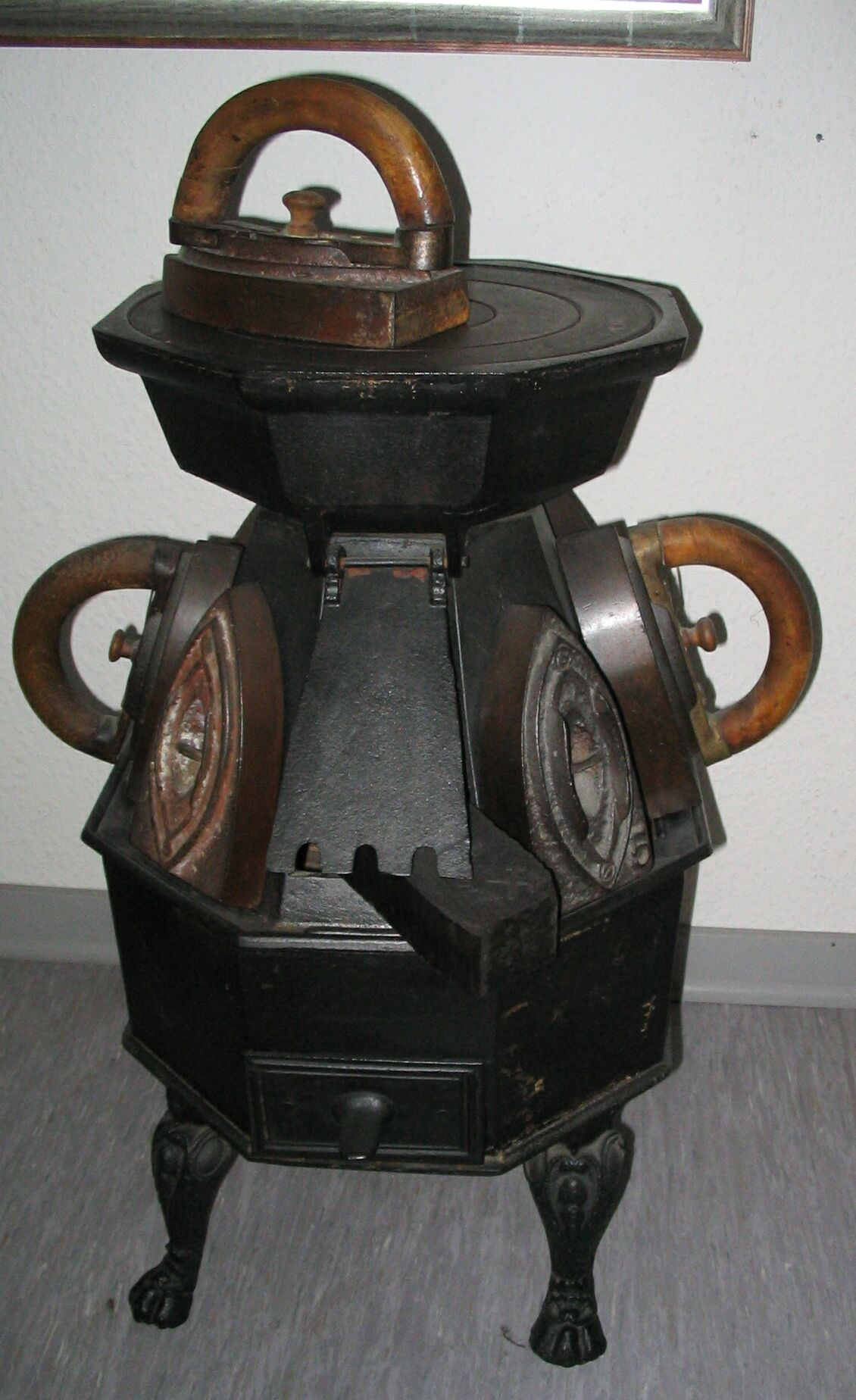
Schneideröfchen, nummerierte Bügeleisen mit Wechselgriffen
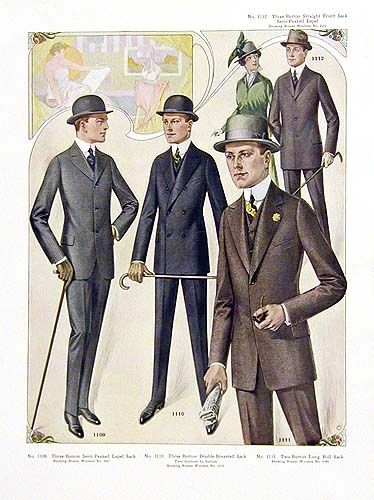
Schneider-Musterbuch, USA 1914

Im Jahr 1884 wurde der Bund deutscher Schneiderinnungen mit dem Geschäftssitz in Berlin gegründet. Um 1890 umfasste der Bund insgesamt 861 Schneiderinnungen in fünfzehn Bezirken. Diese Innungen unterhielten – neben den meist privat organisierten Bekleidungsakademien – auch Schneiderschulen. So gab es um 1890 in Preußen zwanzig Innungsschulen, zum Beispiel in Berlin, Magdeburg, Potsdam und Frankfurt an der Oder.